# SureFire
SureFire（無正式譯名，民間常用譯名為神火）是一家位於美國加利福尼亞州芳泉谷的燈具及抑制器生產商。其產品被美軍及美國執法機構大量使用，SureFire亦是美軍戰術燈具的主要供應商。

## 歷史
為了把雷射技術應用在工業領域，John Matthews在1969年成立了理波公司（英語：Newport Corporation）。接下來理波漸漸成為了產業龍頭，同時身為槍械愛好者的John亦結合了雷射技術，嘗試研發槍械雷射瞄準儀，並於1979年成功研發商用雷射瞄準儀。John此時便與幾位對雷射瞄準儀擁有相同期望的理波技師買下了此技術，辭去在理波的職位並成立了雷射用品公司（英語：Laser Products Corporation，簡稱LPC）。
LPC首款產品為Model 7──用於柯爾特警員左輪手槍的氦氖雷射瞄準儀。縱使Model 7看起來十分粗獷，它的表現還是讓LPC成功驗證了此技術的可行性。接下來LPC便著手研發用於步槍及散彈槍的類似系統。
1984年，正為奧運會作準備的洛杉磯警察局和洛杉磯縣警局提出了借用配備雷射瞄準儀的散彈槍作警備工作，LPC很乾脆的答應了；同年上映的亦有關於雷射瞄準儀的劇情。兩個事件令LPC聲名大噪，大量警察局紛紛採用雷射瞄準儀，亦有更多電影採用LPC燈具作道具。
後來LPC亦推出了採用尺寸緊湊的固體雷射的瞄準儀，取代了Model 7尺寸巨大的氦氖雷射；後來亦推出了使用夜視儀才可察看的紅外雷射瞄準儀。
1985年，LPC以「SureFire」名義推出首款戰術燈──Model 300。後來亦推出了用於M1911A1手槍的手槍戰術燈Model 310及Model 610。以此為開端，LPC也成為了此產業的龍頭。此後LPC不斷推出燈具的新科技：比如縮小整體尺寸、提高亮度等。
2001年，由於其SureFire燈具系列的名氣，LPC更名為SureFire, LLC。
2002年，SureFire成立了抑制器部門，研發出進一步減音、光及揚塵量的抑制器。
2008年，SureFire成功取得了ISO9001:2000標準認證，後續亦已取得ISO9001:2008及ISO9001:2015認證。
2011年，SureFire的抑制器成功通過特戰司令部（USSOCOM）測試，正式被採用，同時更能為其抑制器掛上「SOCOM」的名稱。
2017年，SureFire獲得了一份價值1,000萬美元的合同，以向USSOCOM提供用於Mk 13 Mod 7、10.3英吋及14.5英吋槍管M4A1的抑制器。合同預計2022年9月完成。

## 產品

### 燈具
- 戰術燈
  - Scout Light系列：安裝於導軌的步槍武器燈，有白光或白/紅外光組合
    - 600系列：尺寸較長，亮度較高，使用一顆18650鋰離子電池或兩顆CR123A鋰電池
    - 300系列：尺寸較短，亮度較低，使用一顆CR123A鋰電池

  - Scout Light Pro系列：安裝於導軌或M-LOK，採用低輪廓底座（英語：Low-Profile Mount）的步槍武器燈[8][9]
    - Scout Light Pro系列：對應Scout Light 600系列
    - Mini Scout Light Pro系列：對應Scout Light 300系列

  - 護木系列：為MP5、雷明登散彈槍及莫斯伯格（英语：O.F. Mossberg & Sons）散彈槍設計的護木武器燈
  - X系列：用於手槍的武器燈
    - X300：最受歡迎的武器燈[10]，分別有高功率的X300U及白/紅外光的X300V
    - X400：加入瞄準雷射的X300[11]
    - XC系列：尺寸緊湊的武器燈連瞄準雷射，XV系列為其加入紅外光及雷射的版本
    - H系列：用於MasterFire槍套的武器燈[12]
    - XSC：用於如格洛克43X、P365等小型手槍的武器燈[13]
- 手電筒
- 頭燈
- 頭盔燈
  - HL1：夾於先進戰鬥頭盔側邊，可作照明或敵我識別用
- 手腕燈：綁在手腕上的燈具，部分產品包含手錶
- 組員用武器燈：用於如M2、M240、Mk19、M134等車載重型武器的武器燈，亦可作探照燈使用
  - Hellfighter 4：包含紅外濾鏡，可作紅外照明燈使用
  - Hellfighter 5：無紅外濾鏡但功率及探照距離更高

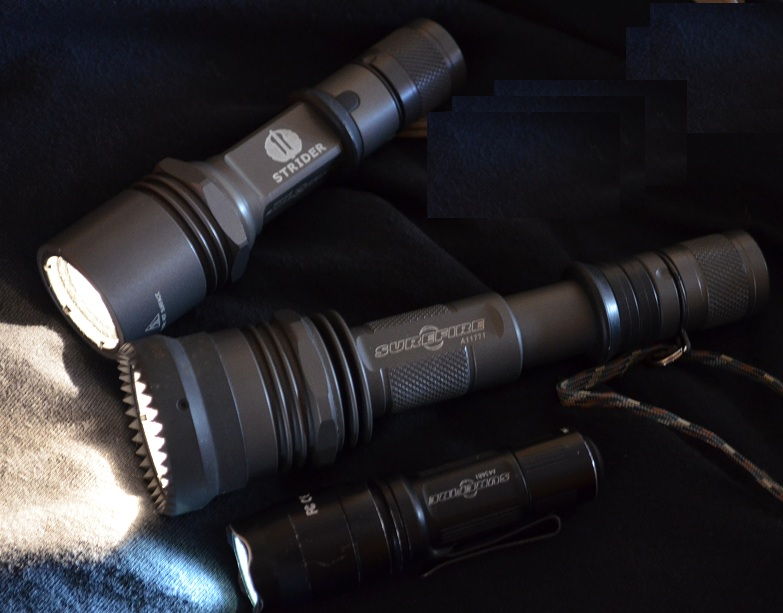
SureFire M2（上）、改裝TID燈頭的M3（中）及BackUp（下）手電筒
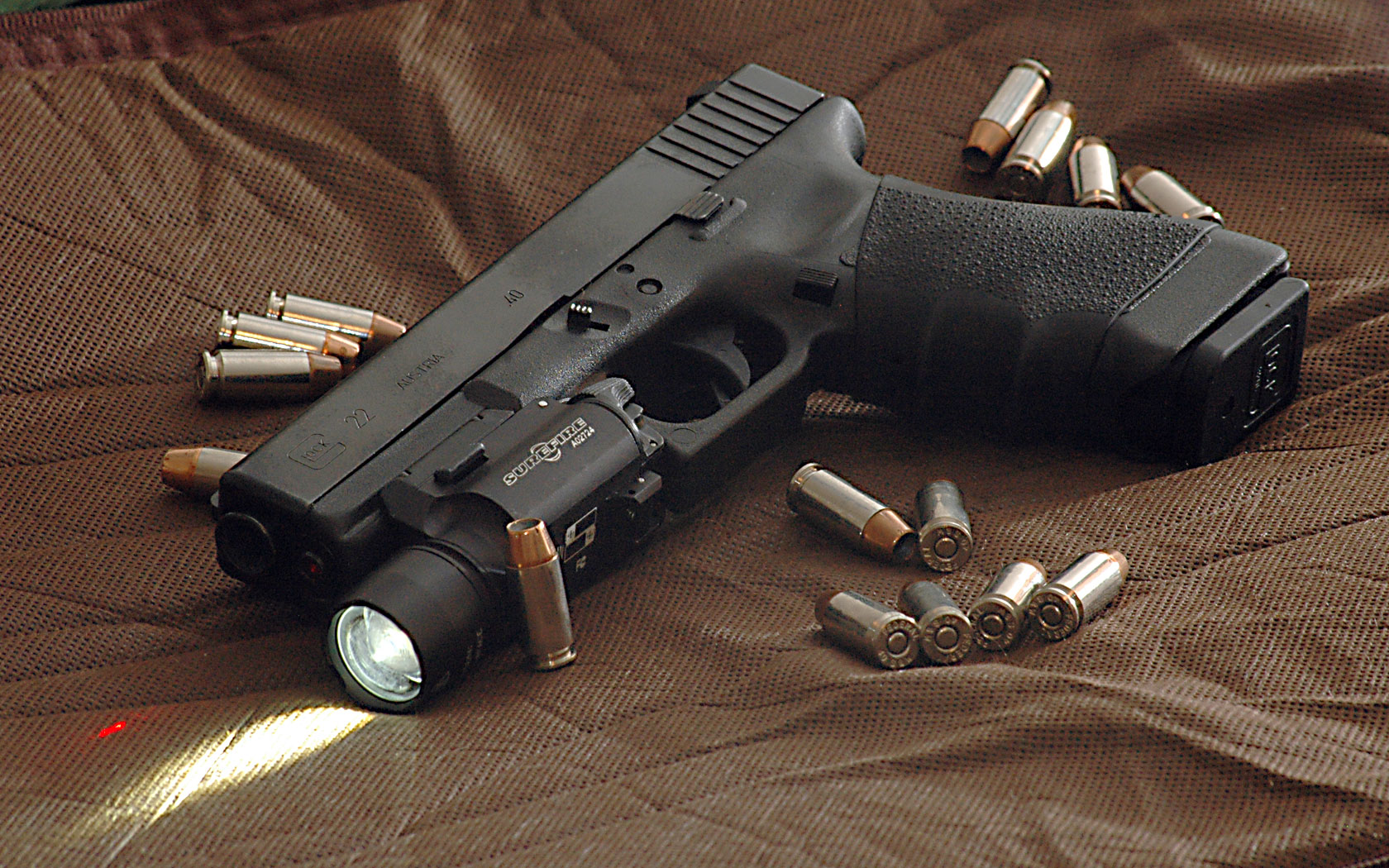
裝上X200a的格洛克22
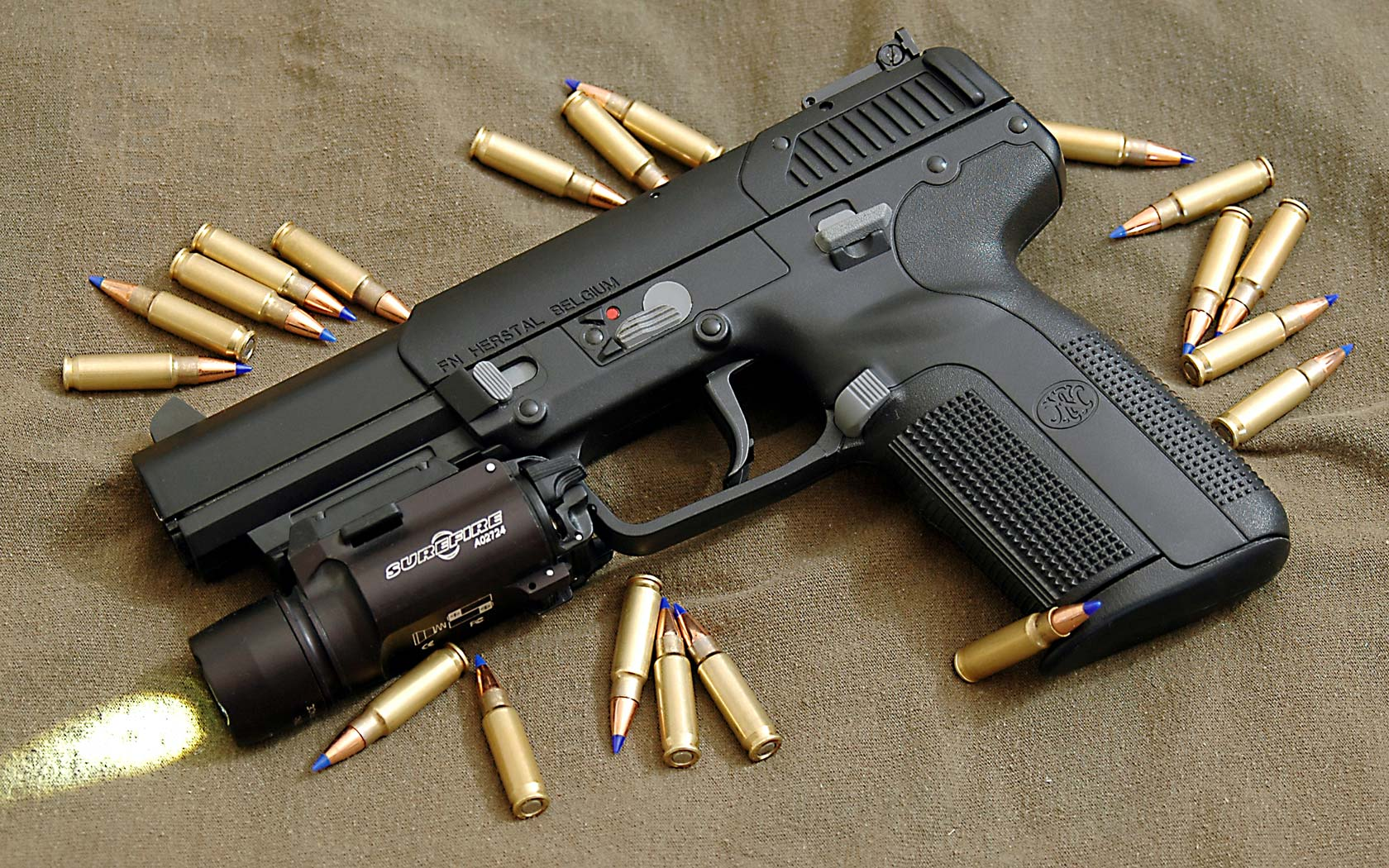
裝上X200a的Five-seveN
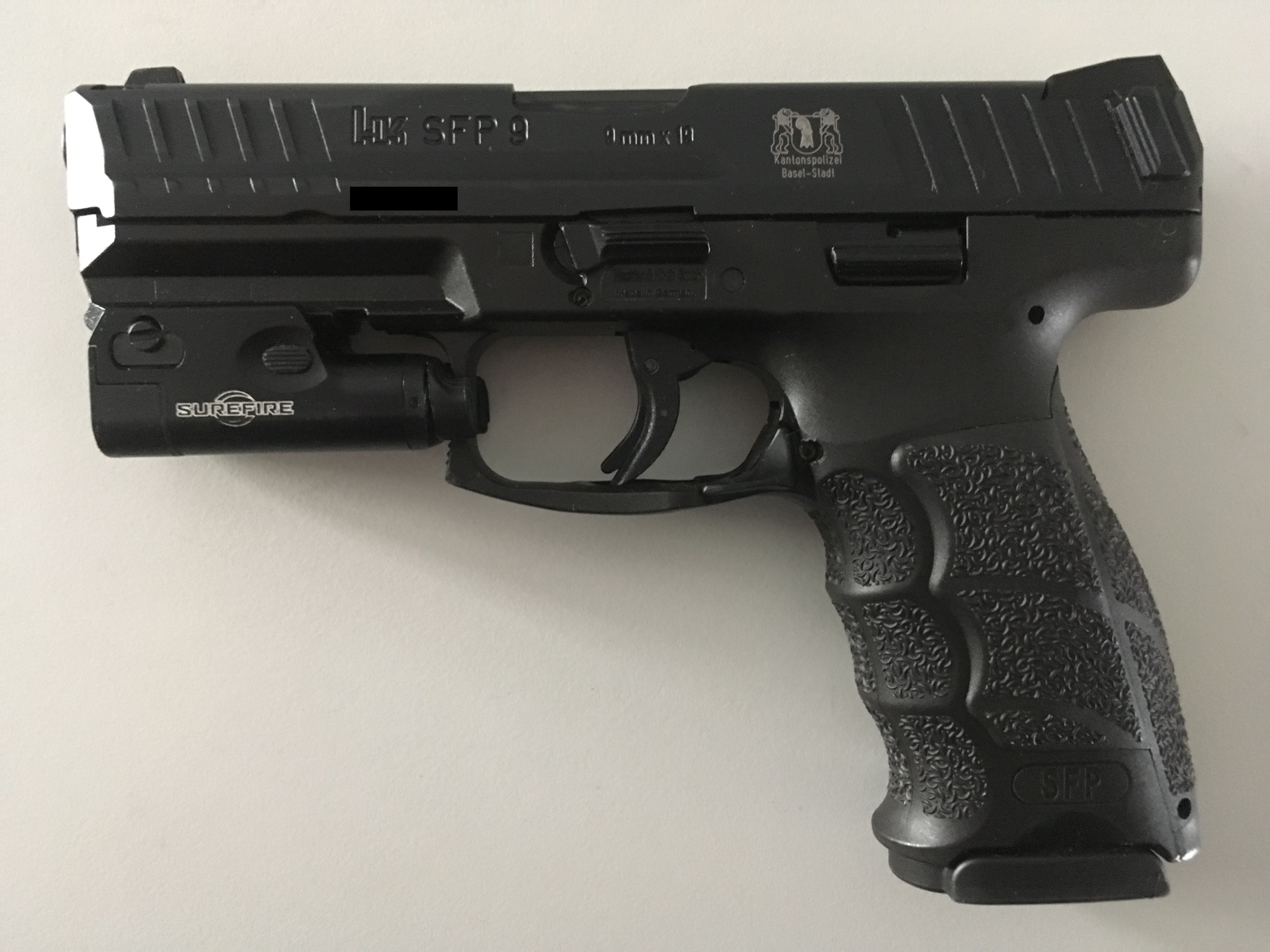
裝上XC1-B的SFP9
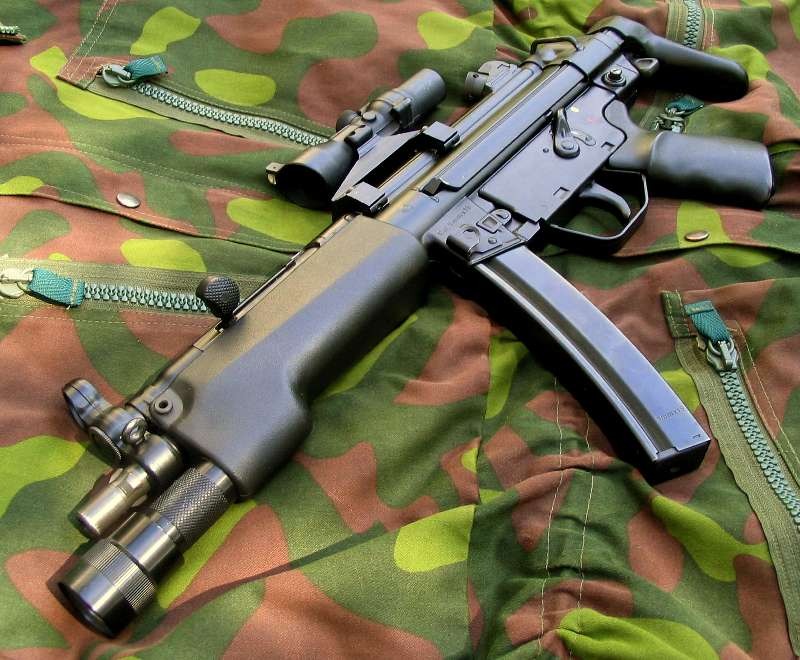
裝上護木武器燈的HK94K
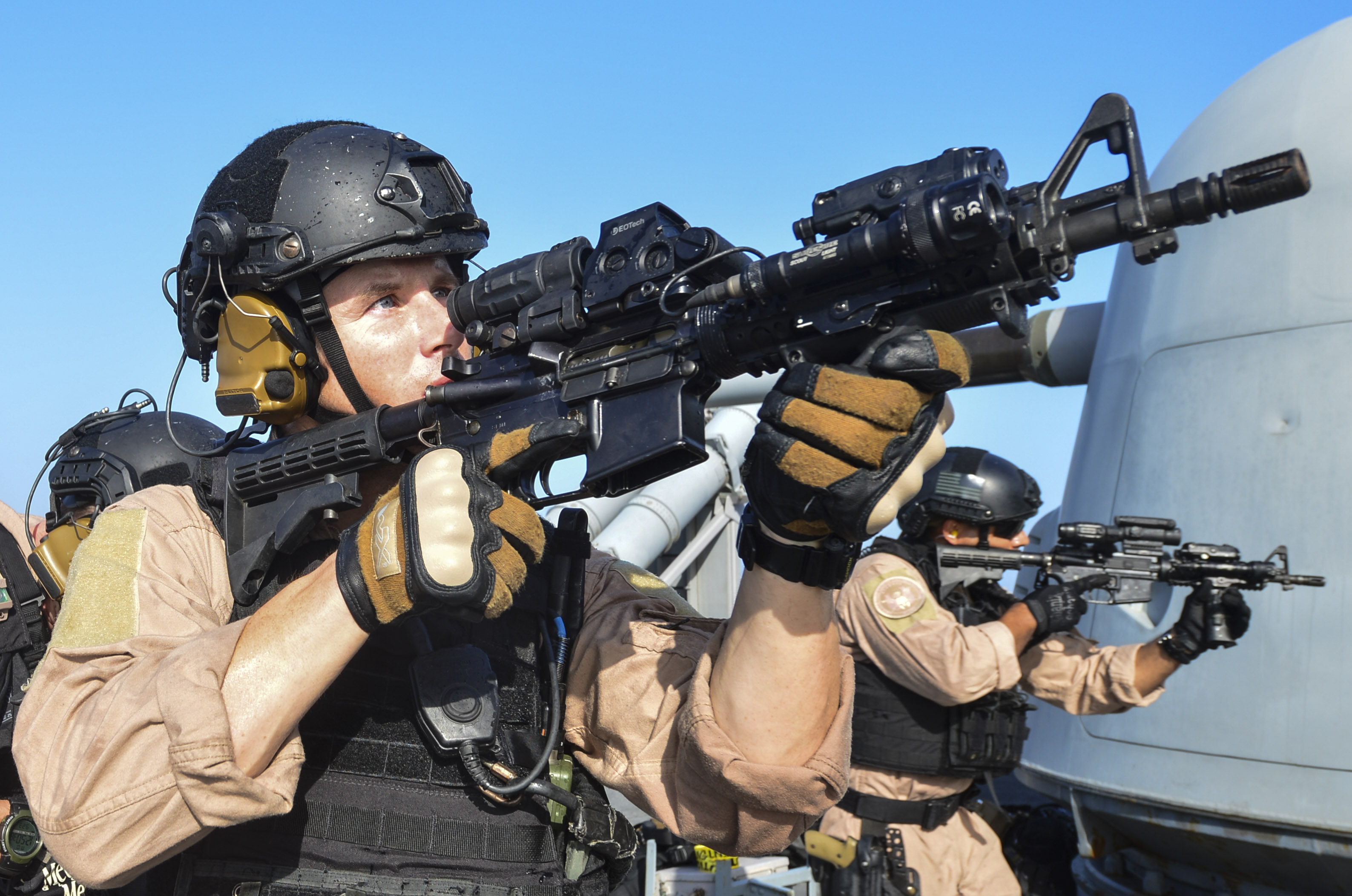
在蒙特利號導彈巡洋艦（CG-61）進行艦上訓練時使用Scout Light的美國海岸防衛隊隊員

### 槍口配件
- 槍口裝置
  - Fast-Attach快拆系統：用於SOCOM系列的快拆系統，需使用對應的槍口裝置安裝
    - SF3P：三叉式消焰器，另有MP7專用版。後於2020年推出M2用的SF3P[14]
    - SF4P：四叉式消焰器，被用於URG-I系統
    - Warcomp：三叉式消焰器兼槍口制退器，有叉齒開口及封口兩款
    - SFMB：槍口制退器，設有.50 BMG[15]專用版
    - SFCT：封口叉齒消焰器

  - Legacy快拆系統：用於經典系列的快拆系統，需使用對應的槍口裝置安裝
    - FH系列：四叉式消焰器，5.56版為封口叉齒消焰器
    - MB系列：槍口制退器
- 抑制器
  - SOCOM系列：於2011年被USSOCOM採用的抑制器，包括5.56及7.62公釐兩種口徑的步槍及機槍用抑制器。後來加入的6.8公釐抑制器並未獲SOCOM採用
  - SOCOM 2系列：SOCOM系列升級版，改用新的前蓋並強化阻體。加入.300 BLK、6.5公釐及.50 BMG[16]三種口徑的抑制器，目前僅556 RC2通過SOCOM測試獲得NSN碼[17][18]
  - SOCOM Ti系列：鈦製抑制器系列
  - 訓練用抑制器：使用Fast-Attach快拆系統的空包彈適配器（英语：Blank-firing adaptor）及訓練用抑制器
  - Warden：爆風偏轉器，無任何抑制功能，分別有Fast-Attach版及直接旋上版
  - RBC：Fast-Attach剪線器
  - Ryder系列：手槍口徑抑制器，包括9公釐及.22兩種口徑，採用直接旋上、三叉型槍口（MP5版）、Fast-Attach（.22版）三種固定方式
  - 經典抑制器：使用Legacy快拆系統的抑制器

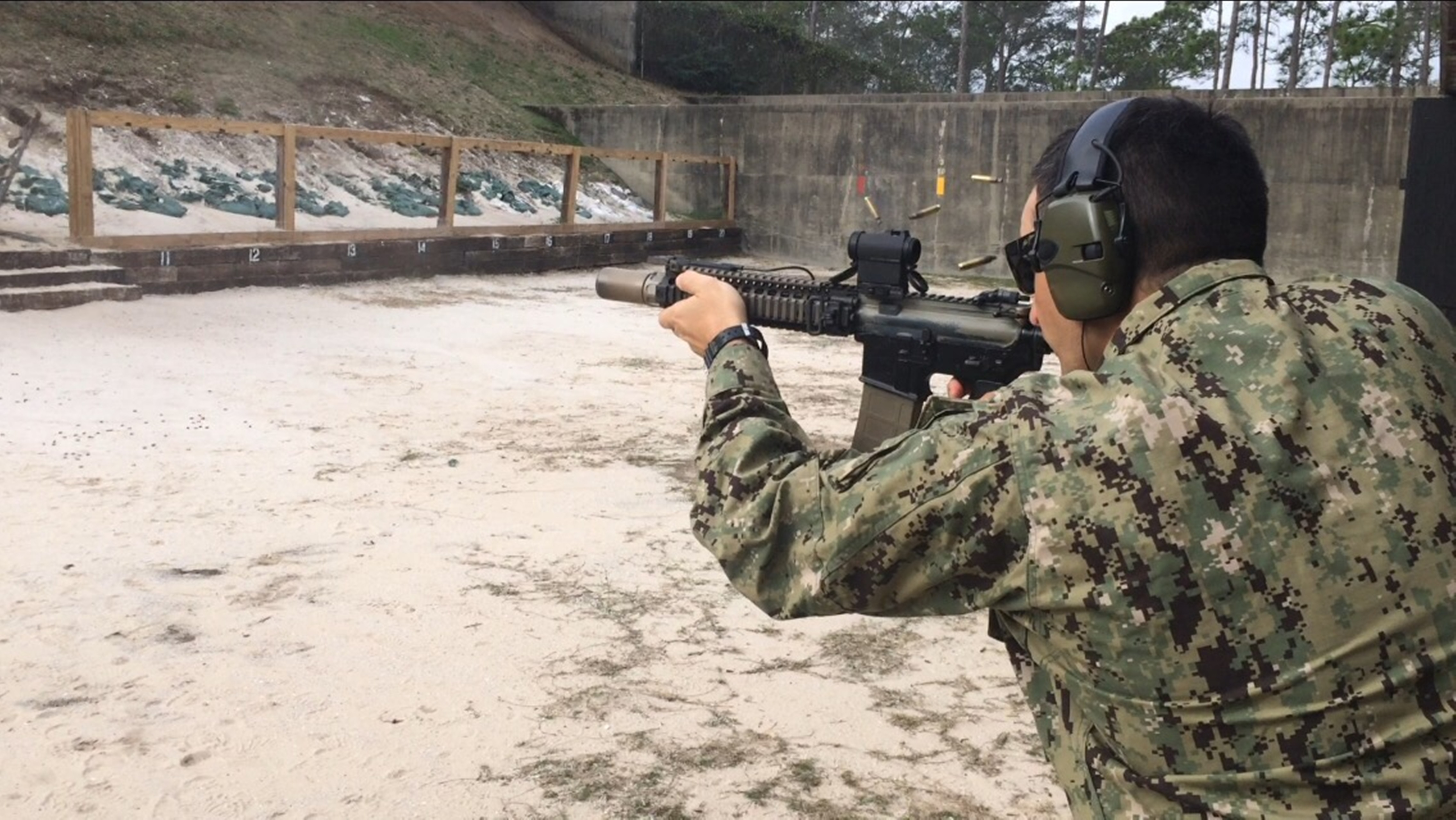
裝上SOCOM Micro抑制器的Mk18 Mod 1
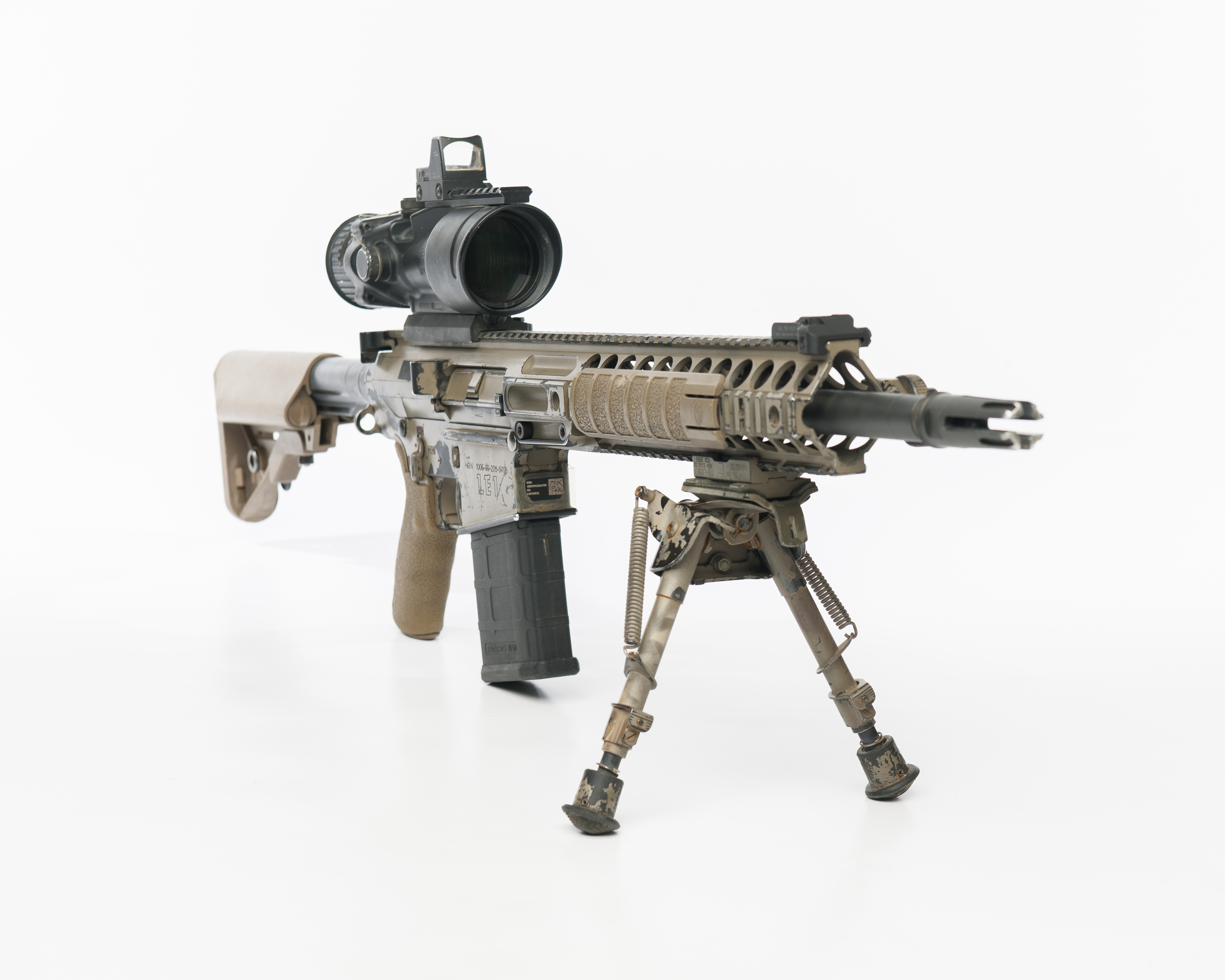
裝上FH762K05四叉式消焰器的L129A1精確射手步槍

### 裝備及配件
- 鋰電池：CR123A鋰電池及18650規格鋰離子電池
- 大容量彈匣：STANAG規格60及100發四排彈匣[19]，最初為由James Sullivan設計的SureFire MGX輕機槍而設[20]
- 隔音耳機：以EarPro為名銷售
- 槍套：MasterFire快速部署槍套（英語：Rapid Deploy Holster）。三級鎖定、開頂設計。以MasterFire系列武器燈鎖定，不受武器型號、抑制器或瞄具影響鎖定及使用[21][22][23]
- 服裝

## 資料來源
1. 1 2 3 4 5  SureFire. . SureFire.   [2020-08-11]. （原始内容存档于2020-08-04） （美国英语）.
2. 1 2 3  . www.pxshop.dk.   [2020-08-12]. （原始内容存档于2021-01-20）.
3. ↑  . www.businesswire.com. 2008-12-22  [2020-08-12] （英语）.
4. ↑  . SureFire.   [2020-08-12]. （原始内容存档于2021-04-14） （美国英语）.
5. ↑  Riehl, F. . AmmoLand.com. 2011-10-05  [2020-08-20]. （原始内容存档于2019-09-21） （美国英语）.
6. ↑  . AmmoLand.com. 2017-11-01  [2020-08-20]. （原始内容存档于2019-09-20） （美国英语）.
7. ↑  . The Firearm Blog. 2017-11-07  [2020-08-12]. （原始内容存档于2019-08-02） （美国英语）.
8. ↑  Cox, Matthew. . Military.com. 2020-01-23  [2020-08-20]. （原始内容存档于2020-02-28） （英语）.
9. ↑  Kuo, Steven. . Recoil. 2020-01-20  [2020-08-20]. （原始内容存档于2021-02-27） （美国英语）.
10. ↑  . SOFREP.   [2020-08-12]. （原始内容存档于2020-08-03） （英语）.
11. ↑  Staff. . Military Times. 2018-12-14  [2020-08-20] （美国英语）.
12. ↑  . www.shootingillustrated.com.   [2020-08-20]. （原始内容存档于2019-08-17） （英语）.
13. ↑  B, Eric. . The Firearm Blog. 2020-09-08  [2020-09-09]. （原始内容存档于2021-05-29） （美国英语）.
14. ↑  R, Austin. . The Firearm Blog. 2020-05-18  [2020-08-12]. （原始内容存档于2021-04-18） （美国英语）.
15. ↑  AmmoLand Editor Duncan Johnson. . AmmoLand.com. 2020-06-02  [2020-08-12]. （原始内容存档于2020-09-04） （美国英语）.
16. ↑  R, Austin. . The Firearm Blog. 2020-01-22  [2020-08-12]. （原始内容存档于2021-04-12） （美国英语）.
17. ↑  . The Firearm Blog. 2019-08-27  [2020-08-12]. （原始内容存档于2021-04-23） （美国英语）.
18. ↑  AmmoLand Editor Duncan Johnson. . AmmoLand.com. 2019-08-22  [2020-08-12]. （原始内容存档于2019-09-20） （美国英语）.
19. ↑  . The Firearm Blog. 2010-12-15  [2020-08-12]. （原始内容存档于2018-06-27） （美国英语）.
20. ↑  . The Firearm Blog. 2020-10-20  [2020-10-20]. （原始内容存档于2020-11-01） （美国英语）.
21. ↑  . www.shootingillustrated.com.   [2020-08-12]. （原始内容存档于2018-03-05） （英语）.
22. ↑  . The Firearm Blog. 2017-06-23  [2020-08-12]. （原始内容存档于2018-06-27） （美国英语）.
23. ↑  . Guns.com.   [2020-08-20]. （原始内容存档于2021-06-27） （英语）.

## 外部連結
- SureFire的YouTube頻道（页面存档备份，存于）
- SureFire的YouTube教學頻道（页面存档备份，存于）